# Trichonta excisa
Trichonta excisa är en tvåvingeart som beskrevs av Lundstrom 1916. Trichonta excisa ingår i släktet Trichonta och familjen svampmyggor. Arten har ej påträffats i Sverige. Inga underarter finns listade i Catalogue of Life.